# ピーター・ローソン・タフト
ピーター・ローソン・タフト (Peter Rawson Taft、1785年4月14日 - 1867年1月1日)は、アメリカ合衆国大統領ウィリアム・タフトの父方の祖父。

## 生い立ちと家族
アーロン・タフト(1743–1808)とローダ・ローソンの息子としてマサチューセッツ州ウースター郡アクスブリッジで生まれた。生家アーロン・タフト邸はアメリカ合衆国国家歴史登録財となっている。父アーロンはプリンストン大学卒の農家で、アクスブリッジ、後にタウンゼントに住んだ。アーロンの父はピーター・タフトである。ピーター・タフトの祖父がロバート・タフト・シニアで、アメリカに移民してきた人物である。母ローダ・ローソンの先祖エドワード・ローソンは、1636年にイングランドからニューイングランドにやって来て、マサチューセッツ湾植民地で書記官を務めた。タフト家は、マサチューセッツ州の深刻な不況により、1800年頃にバーモント州に引っ越した。ピーター・ローソンはアクスブリッジとタウンゼントで公立学校に通った。

## 結婚
バーモント州ウィンダム郡タウンゼントのシルビア・ハワードと結婚した。シルビアの父はレヴィ・ハワード、母はベシア・チャピン。1810年に息子アルフォンソ・タフトが生まれた。 アルフォンソ以外にも数人の子供がいた。

## 経歴
知的かつ有能であった。退学後、独学で学び、バーモント州弁護士会に入会し、個人開業した。バーモント州下院議員を長年務めた。バーモント州ウィンダム郡の遺言検認及び郡裁判所裁判官を務めた。

## その後
息子アルフォンソ・タフトはアメリカ合衆国司法長官などを務めた。ピーターは、オハイオ州シンシナティで死亡した。孫ウィリアム・タフトはアメリカ合衆国大統領となり、タフト家は大いに繁栄した。